# Domenico Corcione
Domenico Corcione (ur. 20 kwietnia 1929 w Turynie, zm. 3 stycznia 2020 tamże) – włoski wojskowy, generał, w latach 1990–1993 szef sztabu obrony Włoskich Sił Zbrojnych, od 1995 do 1996 minister obrony.

## Życiorys
W latach 1950–1952 studiował w akademii wojskowej Accademia militare di Modena. Kształcił się także w szkołach wojskowych w Turynie i Civitavecchii. Ukończył również inżynierię lądową na Politecnico di Milano. Od 1952 do czasu przejścia w 1993 w stan spoczynku był zawodowym wojskowym, doszedł do stopnia generalnego (generale di corpo d'armata). Służył początkowo w korpusie inżynierskim, zajmował się również działalnością dydaktyczną. Pełnił różne funkcje w kierownictwie Włoskich Sił Zbrojnych, w latach 1985–1987 dowodził jednym z regionów wojskowych. Później do 1989 kierował CASD, jednym z centrów kształcenia wojskowych we Włoszech. Od 1989 do 1990 był szefem sztabu wojsk lądowych (Esercito Italiano), następnie do 1993 pełnił funkcję szefa sztabu obrony Włoskich Sił Zbrojnych.
17 stycznia 1995 objął urząd ministra obrony w rządzie Lamberta Diniego. Sprawował go do 17 maja 1996. Był pierwszym w okresie powojennym wojskowym pełniącym tę funkcję.
Odznaczony m.in. Orderem Zasługi Republiki Włoskiej klasy III (1981), II (1984) i I (1989).